# Francesc Pi de la Serra i Valero

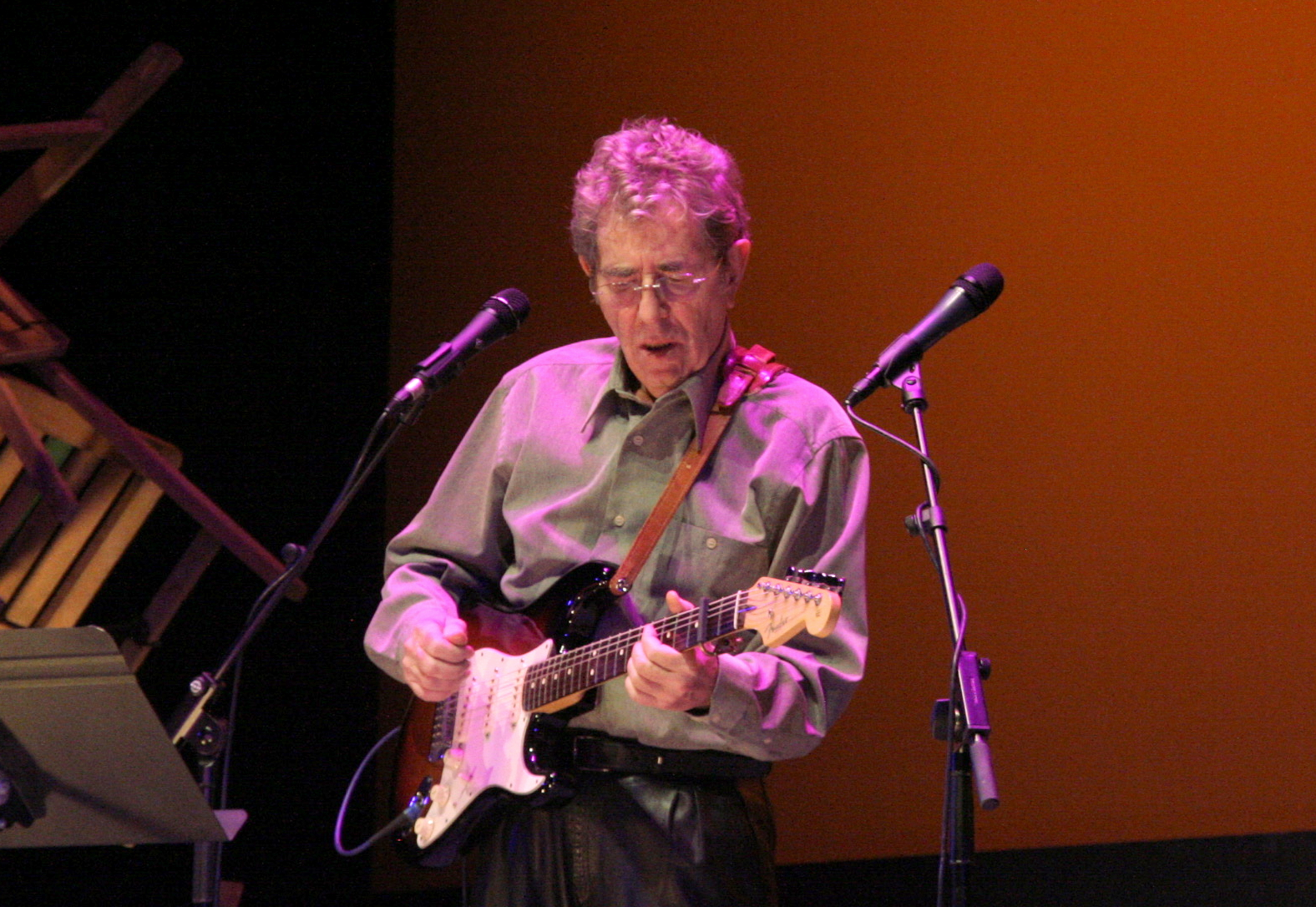
'Francesc Pi de la Serra i Valero

Francesc Pi de la Serra i Valero (bekannt auch als Quico Pi de la Serra, * 6. August 1942 in Barcelona) ist ein katalanischer Gitarrist und Liedermacher aus dem Umfeld der Nova Cançó Catalana.

## Leben und Werk
Francesc Pi de la Serra kam 1962 als Gitarrist für Miquel Porter zu Els Setze Jutges. Er gründete bald darauf die Gruppe Els Quatre Gats („Die vier Katzen“), die einen beachtlichen musikalischen Einfluss gewann. Er führte bald Lieder auf, die von Georges Brassens beeinflusst waren. Diese Lieder hatte seine Tante Paulina geschrieben. Bald fügte er Jazz-Elemente in seine Musik ein. Sein musikalischer Humor driftete in Richtung Satire und tendierte zum Surrealen. 1967 veröffentlichte er sein erstes Album Francesc Pi de la Serra. Seitdem gab er zahlreiche Konzerte in den katalanischen Ländern, in Spanien und im Ausland. Er spielte zahlreiche Tonträger ein wie No és possible el que visc (1974, „Es ist nicht möglich, was ich erlebe“), Fills de Buda (1974, „Kinder Buddhas“), Pijama de saliva (1982), Quico, rendeix-te! (1988, „Quico, ergib dich!“), Amunt i avall (1995, „Auf und ab“) oder Cançons de guerra contra el feixisme (1936-1939)! (1997, „Lieder gegen Krieg und Faschismus“). Francesc Pi de la Serra arbeitete musikalisch eng mit Maria del Mar Bonet zusammen.